# Vaux-les-Prés
Vaux-les-Prés är en kommun i departementet Doubs i regionen Bourgogne-Franche-Comté i östra Frankrike. Kommunen ligger i kantonen Audeux som tillhör arrondissementet Besançon. År 2013 hade Vaux-les-Prés 362 invånare.

## Befolkningsutveckling
Antalet invånare i kommunen Vaux-les-Prés
Referens:INSEE